# Betűszem
A betűszem az a nagyság, amelyet a nyúlvány nélkül való betű (a, e, o stb.) az ólomtörzsökön elfoglal, vagyis a betű testének az a része, amely a középzónában foglal helyet.
Az itáliai betűmetsző, Bodoni három részre osztotta a betűtípus törzsének a magasságát: egy részt vett fel a betű szemére, egyet a felső és egyet az alsó kinyúlásra. Az m betű magassága tehát egy egységnyi volt, a b-é kettő, a g-é szintén kettő. Igen kedvelt arány volt a régi betűöntőknél a 3:5:7-es is, amikor három egység esett a betű szemére, és kettő-kettő pedig az alsó-felső kinyúlásokra. (Az m betű tehát 3, a b és g 5-5 egységre terjedt.) Az ezen arány szerint készült betűsorozatokat nagy szemű betűknek nevezték. A gót és a fraktúr betű általában nagyszemű.